# 軽電鉄議政府駅
軽電鉄議政府駅（キョンジョンチョルウィジョンブえき）は、大韓民国京畿道議政府市議政府洞にある議政府軽電鉄の駅である。駅番号は(U113)。議政府軽電鉄の構内では議政府駅とのみ案内されているが、KORAILの議政府駅とは300mほど離れており、正式な乗り換え駅ではない。

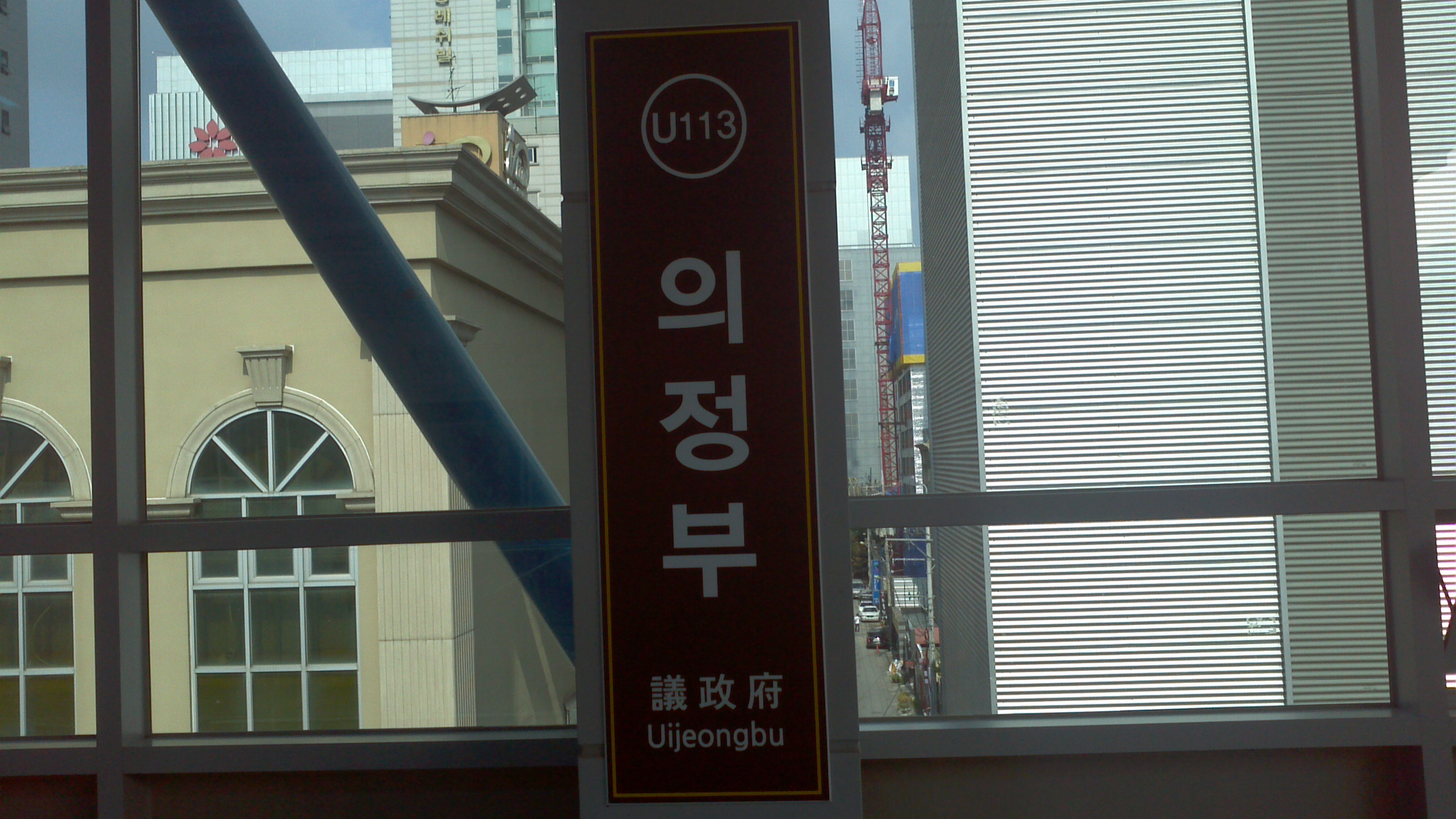
駅名標

## 駅構造
相対式ホーム2面2線を有する高架駅。　

### のりば
| 上り | ● | 鉢谷・回龍方面                   |
| 下り | ● | 東梧・京畿道庁北部庁舎・塔石方面 |

## 駅周辺
- 議政府駅
- 韓国鑑定院議政府支店

## 歴史
- 2012年7月1日 - 議政府軽電鉄が開業。

## 隣の駅
議政府軽電鉄
●議政府軽電鉄　
ポムコル駅 (U112) - 軽電鉄議政府駅 (U113) - 議政府市庁駅 (U114)